# Hyophryne histrio
Hyophryne histrio is een kikker uit de familie Microhylidae. De soort werd voor het eerst wetenschappelijk beschreven door Ismar de Souza Carvalho in 1954.
Het is de enige soort uit het monotypische geslacht Hyophryne, de kikker is nog niet ingedeeld bij een van de onderfamilies van de Microhylidae.
Hyophryne histrio komt voor in Zuid-Amerika en is endemisch in Brazilië.